# Dänische Badmintonmeisterschaft 1987
Die Dänische Badmintonmeisterschaft 1987 fand im Frühjahr 1987 statt. Es war die 57. Austragung der nationalen Titelkämpfe im Badminton in Dänemark.

## Sieger und Platzierte
| Disziplin    | Gold                         | Silber                                | Bronze                                |
| ------------ | ---------------------------- | ------------------------------------- | ------------------------------------- |
| Herreneinzel | Morten Frost                 | Poul-Erik Høyer Larsen                | Ib Frederiksen                        |
| Herreneinzel | Morten Frost                 | Poul-Erik Høyer Larsen                | Karsten Schultz                       |
| Dameneinzel  | Kirsten Larsen               | Pernille Nedergaard                   | Charlotte Hattens                     |
| Dameneinzel  | Kirsten Larsen               | Pernille Nedergaard                   | Helle Andersen                        |
| Herrendoppel | Jan Paulsen Steen Fladberg   | Thomas Lund Max Gandrup               | Henrik Svarrer Jesper Knudsen         |
| Herrendoppel | Jan Paulsen Steen Fladberg   | Thomas Lund Max Gandrup               | Jens Peter Nierhoff Mark Christiansen |
| Damendoppel  | Nettie Nielsen Dorte Kjær    | Grete Mogensen Gitte Paulsen          | Marian Christiansen Henriette Poulsen |
| Damendoppel  | Nettie Nielsen Dorte Kjær    | Grete Mogensen Gitte Paulsen          | Lotte Olsen Charlotte Madsen          |
| Mixed        | Steen Fladberg Gitte Paulsen | Mark Christiansen Marian Christiansen | Peter Buch Grete Mogensen             |
| Mixed        | Steen Fladberg Gitte Paulsen | Mark Christiansen Marian Christiansen | Henrik Svarrer Dorte Kjær             |